# Anselmo Boldrin
Anselmo Boldrin (Campolongo Maggiore, 11 luglio 1921 – Mestre, 12 febbraio 2017) è stato un politico e avvocato italiano.

## Biografia
Avvocato ed esponente della Democrazia Cristiana, è stato deputato alla Camera nella V, VI e VII legislatura della Repubblica Italiana, restando in carica dal 1968 al 1979. 
È stato anche sindaco di Campolongo Maggiore dal 1951 al 1960, consigliere e assessore comunale a Venezia, consigliere e assessore regionale del Veneto ai Servizi sociali (dal 1980 al 1985).